# Stop and Smell the Roses (álbum)
Stop and Smell the Roses es el quinto álbum de estudio del músico estadounidense Mac Davis. Fue publicado en marzo de 1974 por el sello discográfico Columbia Records.

## Recepción de la crítica
Un escritor no especificado de Record World indicó que “[Davis] ofrece un álbum repleto de temas agradables para escuchar y filosofar sobre la vida”. Un escritor no especificado de la revista Billboard escribió: “La escritura de Davis es más personal que nunca y el enfoque principal es el amor uno a uno. Se las arregla para evitar la rigidez sentimental y mantiene la música en movimiento con melodías fuertes, ganchos agudos y letras inteligentes”. Un escritor no especificado de Cash Box describió Stop and Smell the Roses como “enérgico y fresco, con algunos acentos emocionantes añadidos por Leo Lablanc en la steel guitar y Tim Henson en los teclados”.

## Lista de canciones
Todas las canciones escritas y compuestas por Mac Davis, excepto donde esta anotado. 
| Lado uno |                            |                      |          |  |
| N.º      | Título                     | Escritor(es)         | Duración |  |
| 1.       | «Stop and Smell the Roses» | Davis Doc Severinsen | 2:55     |  |
| 2.       | «Soft, Sweet Fire»         | Davis Mark James     | 2:58     |  |
| 3.       | «The Sweetest Song»        | Davis James          | 3:08     |  |
| 4.       | «Two Plus Two»             | Davis James          | 2:45     |  |
| 5.       | «The Birthday Song»        |                      | 2:27     |  |

| Lado dos |                               |              |          |  |
| N.º      | Título                        | Escritor(es) | Duración |  |
| 1.       | «One Hell of a Woman»         | Davis James  | 2:53     |  |
| 2.       | «A Poor Man's Gold»           |              | 3:28     |  |
| 3.       | «Lucas Was a Redneck»         |              | 2:47     |  |
| 4.       | «Kiss It and Make It Better»  |              | 3:00     |  |
| 5.       | «Good Friends and Fireplaces» |              | 3:42     |  |

## Créditos y personal
Créditos adaptados desde las notas de álbum de Stop and Smell the Roses.
Músicos
- Mac Davis – voces, guitarra acústica, armónica
- Ken Bell – guitarra
- Travis Wammack – guitarra
- Jerry Bridges – bajo eléctrico
- Tim Henson – teclados, pandereta
- Roger Clark – batería
- Leo LeBlanc – steel guitar
- Eddy Manson – armónica
- Tommy Morgan – armónica
- Dale Anderson  – vibráfono
- Victor Seldman – vibráfono
- The Ron Hicklin Singers – coros

Personal técnico
- Rick Hall – productor en todas las canciones excepto «Stop and Smell the Roses», ingeniero de audio
- Gary Klein – productor en «Stop and Smell the Roses»
- Larry Hamby – ingeniero de audio
- Al Cartee – ingeniero de audio
- Jimmie Haskell – arreglos
- The Sid Sharp Strings – cuerdas
- Ed Caraeff – fotografía
- Anne Garner – diseño de portada

## Posicionamiento

### Gráfica semanal
| Gráfica (1974)                             | Pico de posición |
| ------------------------------------------ | ---------------- |
| Australia (Kent Music Report)              | 60               |
| Canadá (RPM Top Albums)                    | 11               |
| Estados Unidos (Billboard Top LPs & Tape)  | 13               |
| Estados Unidos (Billboard Hot Country LPs) | 2                |
| Estados Unidos (Cash Box Top Country LP's) | 1                |

### Gráfica de fin de año
| Gráfica (1974)                             | Pico de posición |
| ------------------------------------------ | ---------------- |
| Estados Unidos (Billboard Hot Country LPs) | 8                |
| Estados Unidos (Cash Box Top Country LP's) | 18               |

## Certificaciones y ventas
| País                  | Certificación | Ventas    |
| --------------------- | ------------- | --------- |
| Estados Unidos (RIAA) | Platino       | 1 000 000 |